# Norbert Glanzberg

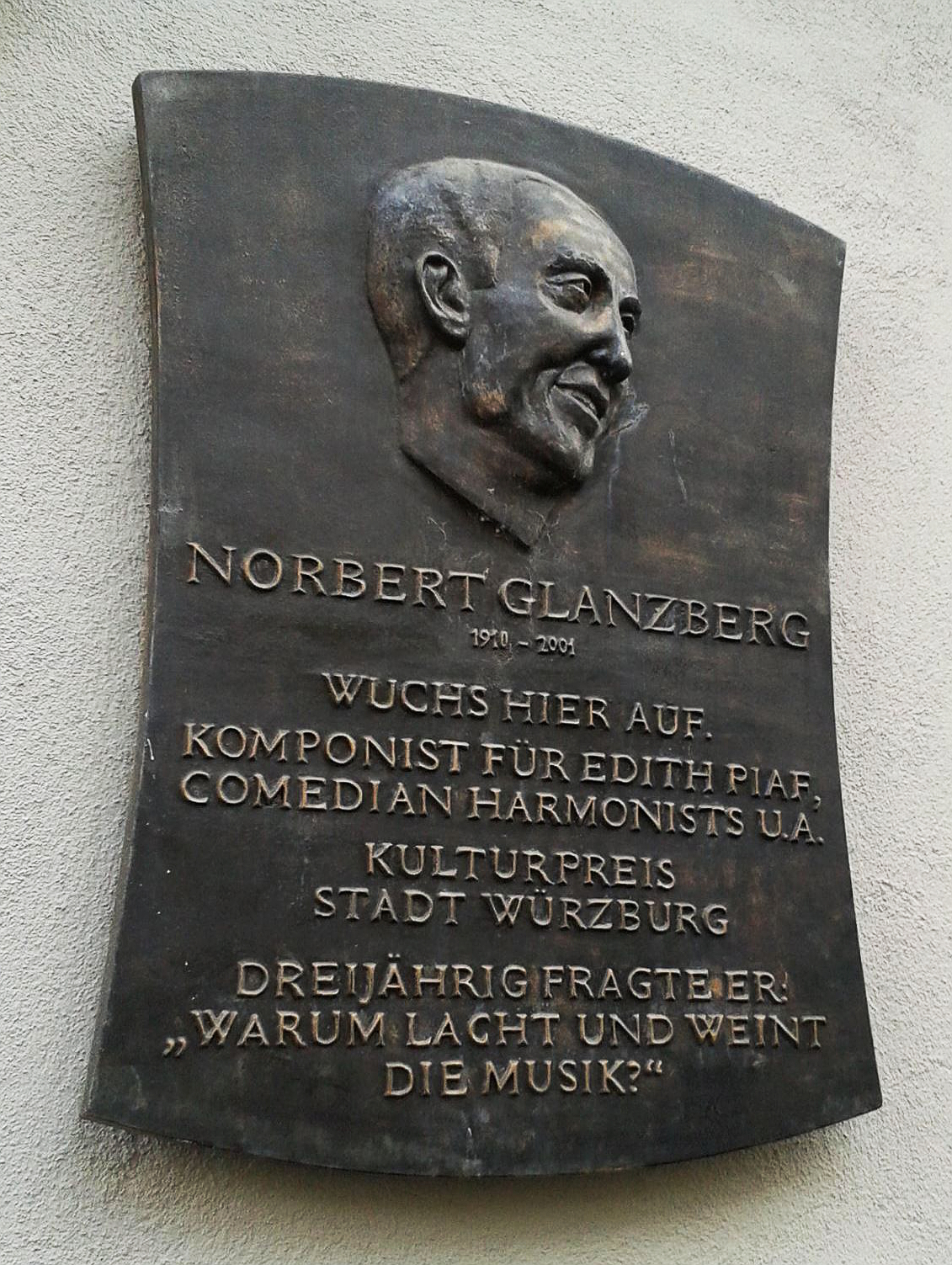
Würzburger Gedenktafel in der Wolfhartsgasse 6

Norbert Glanzberg (* 12. Oktober 1910 in Rohatyn bei Lemberg, Österreich-Ungarn; † 25. Februar 2001 in Neuilly-sur-Seine) war ein österreichisch-deutscher Komponist und Pianist.

## Leben
Norbert Glanzberg, Sohn von Malka und Samuel Glanzberg, war jüdischer Abstammung. In seinem ersten Lebensjahr zog seine Familie mit ihm nach Würzburg. Ab 1924 nahm er Klavier- und Kompositionsunterricht am Würzburger Staatskonservatorium für Musik und war Schüler von Hermann Zilcher. Fünf Jahre später nahm er am Stadttheater Aachen eine Stelle an, wo er Alban Berg und Béla Bartók kennenlernte. 1930 wurde er von Emmerich Kálmán in Berlin als Dirigent entdeckt, wo er Die Csárdásfürstin mit Hans Albers im Admiralspalast von Herman Haller leitete. Als Komponist arbeitete er bei der UFA für Billy Wilder und komponierte die Musik zu dessen Spielfilm Der falsche Ehemann – u. a. sangen darin die Comedian Harmonists seinen Song Hasch mich, mein Liebling, hasch mich, der 1931 zu einem Erfolg wurde. Auch für Max Ophüls schrieb er die Filmmusik zu Dann schon lieber Lebertran.
Nach der Machtübernahme der Nationalsozialisten 1933 flüchtete Glanzberg nach Paris, wo er einige Hungerjahre verbrachte, in denen er keine feste Anstellung fand. In Frankreich machte er die Bekanntschaft mit einigen Berühmtheiten wie Django Reinhardt, Édith Piaf, Lys Gauty und Tino Rossi. Nach der Besetzung Frankreichs musste Glanzberg meist versteckt und häufig mit gefälschten Papieren bei Freunden wie Piaf oder im Schloss der Gräfin Lily Pastré bei Marseille leben. Nach dem Krieg führten ihn Tourneen als Klavierbegleiter von Renée Lebas, Charles Trenet oder Tino Rossi um die ganze Welt. Er schrieb Chansons für Édith Piaf – darunter das berühmte Padam … padam (1951) – und für Yves Montand Les grands boulevards (1952).
1952 heiratete er Marischka Mazurek. Er komponierte die Musik zu Filmen wie Der Kurier des Zaren mit Curd Jürgens (1956), Die Braut war viel zu schön mit Brigitte Bardot (1956) und Mon Oncle von Jacques Tati (1958). 1959 kam sein Sohn Serge Glanzberg zur Welt. Ab den 1960er Jahren komponierte er auch einige Popsongs und Schlager, u. a. Tout se termine für Dalida (1965) und Adieu, je t’aime für Mireille Mathieu (1972). Um 1980 kehrte er zur klassischen Musik zurück. 1983 komponierte er La mort est un maître de l’Allemagne (Der Tod ist ein Meister aus Deutschland). Der Titel ist der Todesfuge von Paul Celan entnommen, das Werk selbst ist ein Liederzyklus für Bariton und Klavier auf Gedichte von Opfern und Zeitzeugen des Nationalsozialismus. Die Autoren sind Werner Bergengruen, Adam Kuckhoff, Gerty Spies, Chris Hornbogen, Wolfgang Philipp, Theodor Kramer, Ernst Münziger, Johanna Kirchner, Hubert Gsur; ein Ausschnitt ist dem Dies irae entnommen. Orchestriert wurde der Liederzyklus von Daniel Klajner. 1985 schrieb Glanzberg La suite yiddish für 2 Klaviere, die von Romanen von Isaac Bashevis Singer inspiriert ist. Das Werk wurde von dem Komponisten und Dirigenten Frédéric Chaslin orchestriert. 1996 starb Glanzbergs Frau. 1998 kehrte er das erste Mal nach Würzburg zurück, um ein Konzert zu geben. Drei Jahre später starb Glanzberg.

## Auszeichnungen
2000: Kulturpreis der Stadt Würzburg

## Werke (Auswahl)

### Chansons
- Les grands boulevards
- Padam … padam
- Mon manège à moi
- Noël c'est l'amour
- Chariot
- Le ballet des cœurs

### Klassische Musik
- La Suite yiddisch für zwei Klaviere

## Filmografie (Auswahl)
- 1931: Der falsche Ehemann
- 1931: Dann schon lieber Lebertran
- 1953: Zur Liebe verdammt (La rage au corps)
- 1953: Der Mann meiner Träume (Ma petite folie)
- 1955: Frauen in Erpresserhänden (Chantage)
- 1955: Gier nach Liebe (La lumière d'en face)
- 1956: Die blonde Hexe (La Sorcière)
- 1956: Der Kurier des Zaren (Michel Strogoff)
- 1956: Die Braut ist viel zu schön (La mariée est trop belle)
- 1958: Mein Onkel (Mon oncle)
- 1958: Partner des Teufels (La moucharde)
- 1959: Wolgaschiffer (I battellieri del Volga)
- 1960: Die Französin und die Liebe (La Française et l'Amour) (Episode  "L'Adultère")
- 1967: Ball der Gangster (Le bal des voyous)